# Чаушлија
Чаушлија (мкд. Чаушли) је насеље у Северној Македонији, у југоисточном делу државе. Чаушлија је насеље у оквиру општине Дојран.

## Географија
Чаушлија је смештена у југоисточном делу Северне Македоније, близу државне границе са Грчком (7 km источно од села). Од најближег града, Ђевђелије, насеље је удаљено 40 km североисточно.
Насеље Чаушлија се налази у историјској области Бојмија. Насеље је положено у јужној подгорини планине Беласице, на приближно 450 метара надморске висине. 
Месна клима је измењена континентална са значајним утицајем Егејског мора (жарка лета).

## Становништво
Чаушлија је према последњем попису из 2002. године била без становника. Насеље је спонтано расељено исељавањем етничких Турака у матицу у другој половини 20. века.
Претежна вероисповест месног становништва је ислам.